# Sinagoga Mickve Israel di Savannah

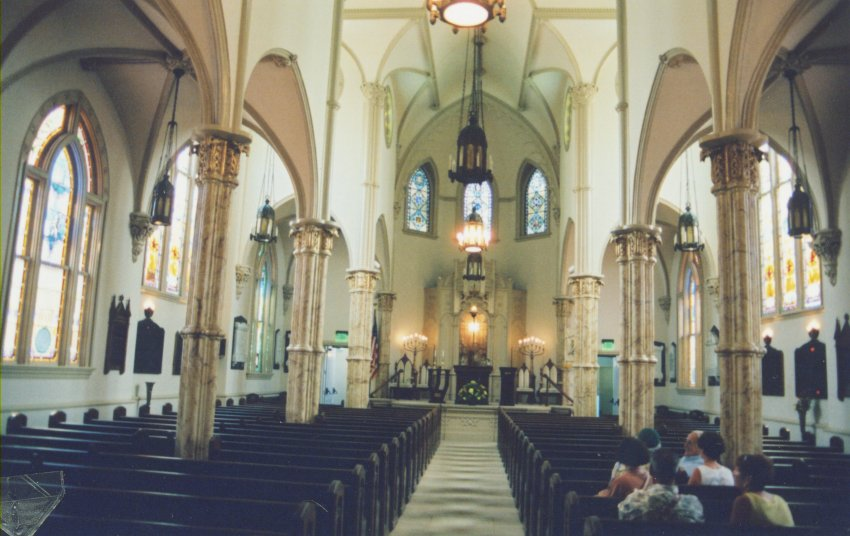
L'interno del tempio

Lo sinagoga Mickve Israel di Savannah, situata nel cuore del centro storico di Savannah (Georgia), è una sinagoga ottocentesca, in stile neogotico. Completata nel 1878 è l'unica realizzata in questo stile negli Stati Uniti.

## La storia
La congregazione Mikve Israel di Savannah fu costituita nel 1735 da un gruppo di ebrei giunti in città due anni prima, l'11 luglio 1733. Si trattava dei primi ebrei a stabilirsi nella colonia della Georgia.
Una prima sinagoga in legno fu consacrata il 20 luglio 1820 all'incrocio tra Liberty Street e Whitaker Street, la prima ad essere costruita nello stato della Georgia. Distrutta da un incendio il 4 dicembre 1829 fu sostituita nel 1841 da una struttura in pietra. (Di questi edifici ora rimane in loco solo una lapide commemorativa)
La grande crescita demografica della comunità richiese presto una nuova, più ampia sinagoga. La progettazione fu affidata all'architetto newyorchese Henry G. Harrison. La posa della prima pietra avvenne il 1º marzo 1876 e l'inaugurazione fu celebrata l'11 aprile 1878.
Harrison disegnò un grandioso edificio monumentale in puro stile neogotico, l'unico del genere ad essere stato realizzato negli Stati Uniti per una sinagoga. La costruzione del nuovo tempio sulla centrale Monterey Square era un'affermazione pubblica del prestigio della comunità e al tempo stesso un segno della propria integrazione, finanche nell'adesione ai canoni e alle mode culturali dell'epoca, secondo un atteggiamento tipico specie nelle congregazioni riformate. Sulla stessa piazza si affacciava una chiesa presbiteriana, anch'essa neo-gotica (poi distrutta in un incendio nel 1929).
Si entra nella sinagoga attraverso una grande torre. La pianta è basilicale a tre ampie navate, con alte colonne, priva di matroneo. Grandi finestre ad arco illuminano la sala. Le panche in legno sono schierate in fila davanti all'arca santa. La struttura è del tutto simile a quella di una chiesa cristiana.
Nel 1933 il duecentesimo anniversario dell'arrivo dei primi ebrei nella colonia della Giorgia fu solennemente celebrato nelle sinagoga, alla presenza di una larga folla di ebrei e cristiani.
Nel 1980 la sinagoga fu inclusa nel National Register of Historic Places.
Oggi, la sinagoga è regolarmente aperta per il culto e, con un biglietto d'ingresso, per le numerosissime visite turistiche.